# Mistral (Grenoble)
Pour les articles homonymes, voir Mistral.
Pour le quartier du feuilleton Plus belle la vie, voir Mistral (Plus belle la vie).
Le quartier Mistral ou Mistral-Bachelard est un quartier de Grenoble situé au sud-ouest de la ville. Il est limitrophe des quartiers du Rondeau et des Eaux-Claires. Son nom a été donné en l'honneur de Paul Mistral, ancien maire de la ville et initiateur des premières cités-jardins de la ville dans les années 1920.

## Géographie et organisation

### La Cité Paul-Mistral
Ce quartier est un quartier périphérique de Grenoble. Il abrite la cité Paul-Mistral qui lui a donné son nom. Classée en tant que quartier prioritaire de la politique de la ville, celle-ci est en pleine restructuration qui engendre des réhabilitions et des démolitions de certaines barres et de tours d'habitations et leurs remplacement par des structures sportives, éducatives, industrielles et commerciales.
La Poste a installé une plateforme de 5 500 m2  dans le sud du quartier, à l’emplacement des barres Strauss, détruites en 2010, celle-ci est opérationnelle depuis novembre 2019

### L'espace Bachelard

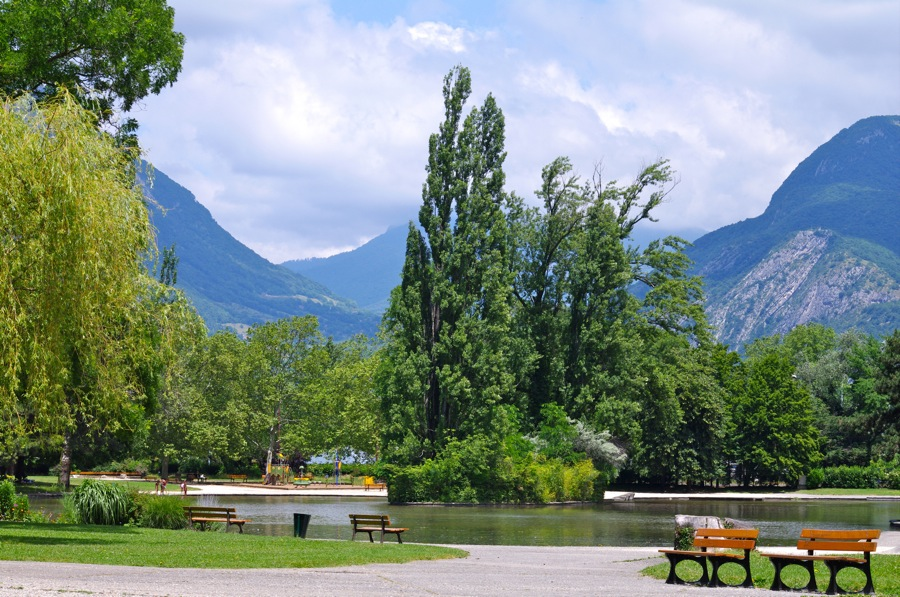
Le parc des Champs-Élysées

L'espace (ou parc) Bachelard, situé dans le prolongement de la cité Mistral et au sud de celle-ci, se compose de deux parties : d'une part le parc des Champs Élysées et d'autre part, le stade d'athlétisme Bachelard qui a donné son nom à l'ensemble. Le site comprend un immense plan d'eau et un parcours de santé.
En juin 2014, ce parc a obtenu le label national Écojardin, décerné par l'agence Natureparif pour récompenser l'ensemble des pratiques de gestion durable menées par ses jardiniers comme l'absence d'utilisation de produits phytosanitaires depuis 2009, le compostage ou broyage sur place des déchets verts.

## Histoire
La cité Mistral fut tout d'abord une cité-jardin très excentrée (dite cité-jardin du Rondeau) et dont on peut encore découvrir le site à proximité de la rocade. Cette cité faisait face alors au site du Petit séminaire de Grenoble et à l'école professionnelle de Grenoble devenue le lycée Vaucanson en 1964 (voir plan du quartier en 1956).

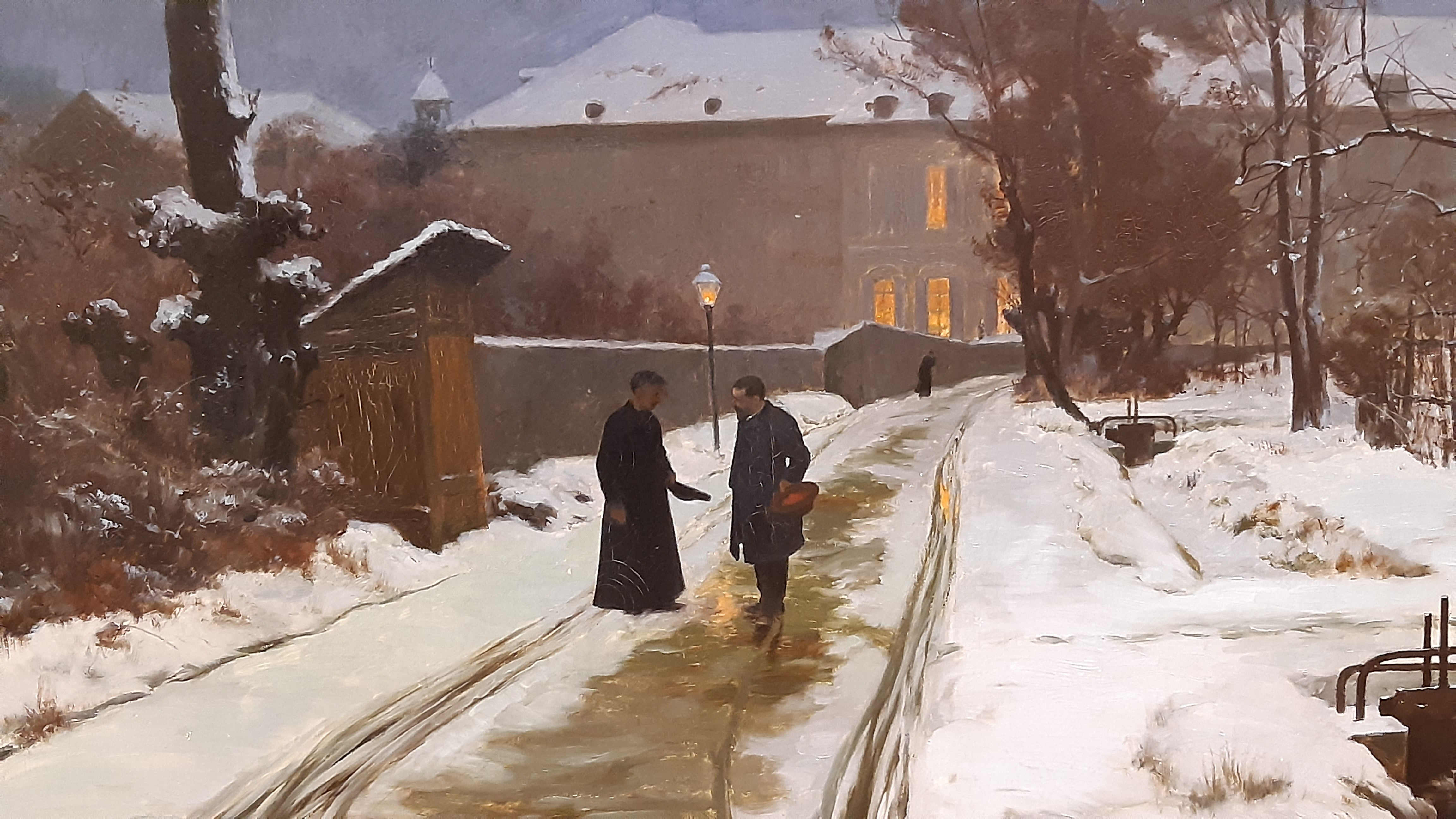
Laurent Guétal et Ernest Hareux sur le chemin du petit Séminaire en 1892, actuelle rue Anatole-France.

La cité est construite en 1925 par les architectes Alfred Rome et Émile Rabilloud sous l’impulsion du maire Paul Mistral à qui elle donne son nom à sa mort en 1932. Elle est l'une des cités construites par l’Office d’habitation à bon marché (HBM) gérée par la ville de Grenoble.
Présentée comme une des premières cités-jardins de France, l’opération du Rondeau illustre la politique hygiéniste de la municipalité. Elle est composée au départ de 208 logements répartis dans 80 maisons et petits immeubles, comprenant des jardins privatifs et services attachés. Quatre petits immeubles sont construits en 1949 le long des digues du Drac .
De 1960 à 1968, les constructions basses de la cité jardin sont remplacées par la construction de grands ensembles, dont les quatre barres Strauss. Ces dernières ont été détruites durant la première décennies du XXIe siècle pour laisser place à de nouveaux projets dans le cadre d'une rénovation urbaine.
En mars 2019, la presse relate la mort accidentelle de deux jeunes de la cité survenue alors qu'ils tentaient d'échapper à la police avec un scooter, fait qui entraînera des émeutes urbaines dans le quartier durant les premiers jours de ce mois.

## Accès

### Par la route
Le domaine de la cité Mistral est bordé dans sa totalité (et dont elle est séparée par un mur anti-bruit) par l'autoroute A480 qui constitue la rocade ouest de Grenoble et borde la rivière Drac. Une bretelle reliant cette voie rapide est située à proximité immédiate de la cité.
- 4 : Grenoble-les Eaux Claires, Villeneuve, Grand'Place, Stade Lesdiguières

### Par les transports publics
Ce quartier est desservi par deux lignes de bus, mais une seule ligne le traverse complètement :
- C5 : arrêt Docteur Schweitzer;
- 12 : arrêts Anatole France, Cité Paul Mistral, Bachelard.

## Bâtiments principaux
Le lycée Vaucanson, le lycée hôtelier de Grenoble et le stade Lesdiguières sont des structures éducatives et sportives situées en périphérie du quartier.